# Selma Burke
Selma Hortense Burke, née le 31 décembre 1900 à Mooresville et morte le 29 août 1995 à New Hope, est une sculptrice américaine, professeure d'art et membre du mouvement Harlem Renaissance. Selma Burke s'est particulièrement fait connaître pour son portrait en bas-relief du président Franklin D. Roosevelt qui a servi de modèle pour son image sur l'avers de la pièce de dix cents.

## Biographie
Selma Burke est née le 31 décembre 1900 à Mooresville, en Caroline du Nord, septième des dix enfants de Neal Burke, pasteur de l'Église AME, et de Mary Jackson, femme au foyer. Dès l'enfance, elle s'intéresse à la sculpture lorsqu'elle découvre ce qu'elle peut faire avec l'argile de la rivière. Elle déclare au New York Post en 1945 : « J'ai découvert que je pouvais faire quelque chose...quelque chose que seule moi avais créé ». Son père l'encourage dans cette voie, ramenant également des objets de ses voyages. Elle se constitue une collection d'œuvres africaines, notamment héritées de ses oncles. Elle suit toutefois les conseils de sa mère et se décide pour une carrière d'infirmière.
Burke fréquente l'Université d'État de Winston-Salem avant d'obtenir son diplôme de la St. Agnes Training School for Nurses de Raleigh en 1924. Elle suit également une formation au Woman’s Medical College de Pennsylvanie pour apprendre à assister dans les salles d'opération.
Elle épouse un ami d'enfance, Durant Woodward, en 1928, qui meurt un an plus tard. Elle déménage ensuite à New York et travaille comme infirmière privée, notamment pour Amelia Waring, l'héritière des ascenseurs Otis. C'est elle qui intègre Burke à la scène artistique de l'époque. À la mort de Waring, Burke devient sculptrice.
Selma Burke s'installe dans le quartier de Harlem et se rapproche des cercles intellectuels associés au mouvement de la Harlem Renaissance. Elle commence des cours d'art au Sarah Lawrence College. Pour les financer, elle travaille aussi comme modèle. Burke participe à la Harlem Artist Guild et devient professeure au Centre communautaire d'art d'Harlem (en), où elle enseigne sous la direction de l’artiste Augusta Savage. Elle travaille également pour la Works Progress Administration sur le New Deal Federal Art Project.
En 1938, elle reçoit des bourses pour voyager afin d'étudier en Europe, elle développe ses compétences notamment auprès d'Henri Matisse et Aristide Maillol à Paris.
Elle rentre à New York en 1939, où elle fonde une école d’art à Greenwich Village, la Selma Burke School of Sculpture. Parallèlement, elle continue ses études à Columbia, dont elle sort diplômée en 1941.
À l'entrée en guerre des États-Unis, Burke est l'une des premières femmes africaines-américaines à s'enrôler dans la Navy. Elle se blesse pendant son service, mais gagne un concours national pour réaliser le portrait du président pendant sa convalescence. Il s'agit de réaliser de réaliser un relief en bronze et l'artiste, considérant les photographies comme insuffisantes, fait poser Franklin Roosevelt à deux reprises pour terminer son travail. Le buste est achevé en 1945 et montré au public la même année. Le profil qui se trouve sur la pièce de dix cents est réalisé par John Sinnock, mais Selma Burke met en avant son œuvre comme source d'inspiration. Elle devra se battre toute sa vie pour la reconnaissance de son impact dans le monde de l'art.
En 1949, Burke épouse l'architecte Herman Kobbe et déménage avec lui dans une colonie d'artistes à New Hope, en Pennsylvanie. Elle y reste toute sa vie et y meurt d'un cancer en 1995.

## Œuvre
Selma Burke se concentre particulièrement sur la figure humaine dans un style réaliste. Nombreuses sont les œuvres de Selma Burke qui représentent des bustes de personnalités africaines-américaines comme Duke Ellington ou Mary McLeod Bethune. En 1980, elle reçoit la commande du buste de Martin Luther King qui participe également à sa renommée.
Elle travaille avec une grande variété de matériaux, notamment le bois, le laiton, l'albâtre et la pierre calcaire.

Œuvres choisies
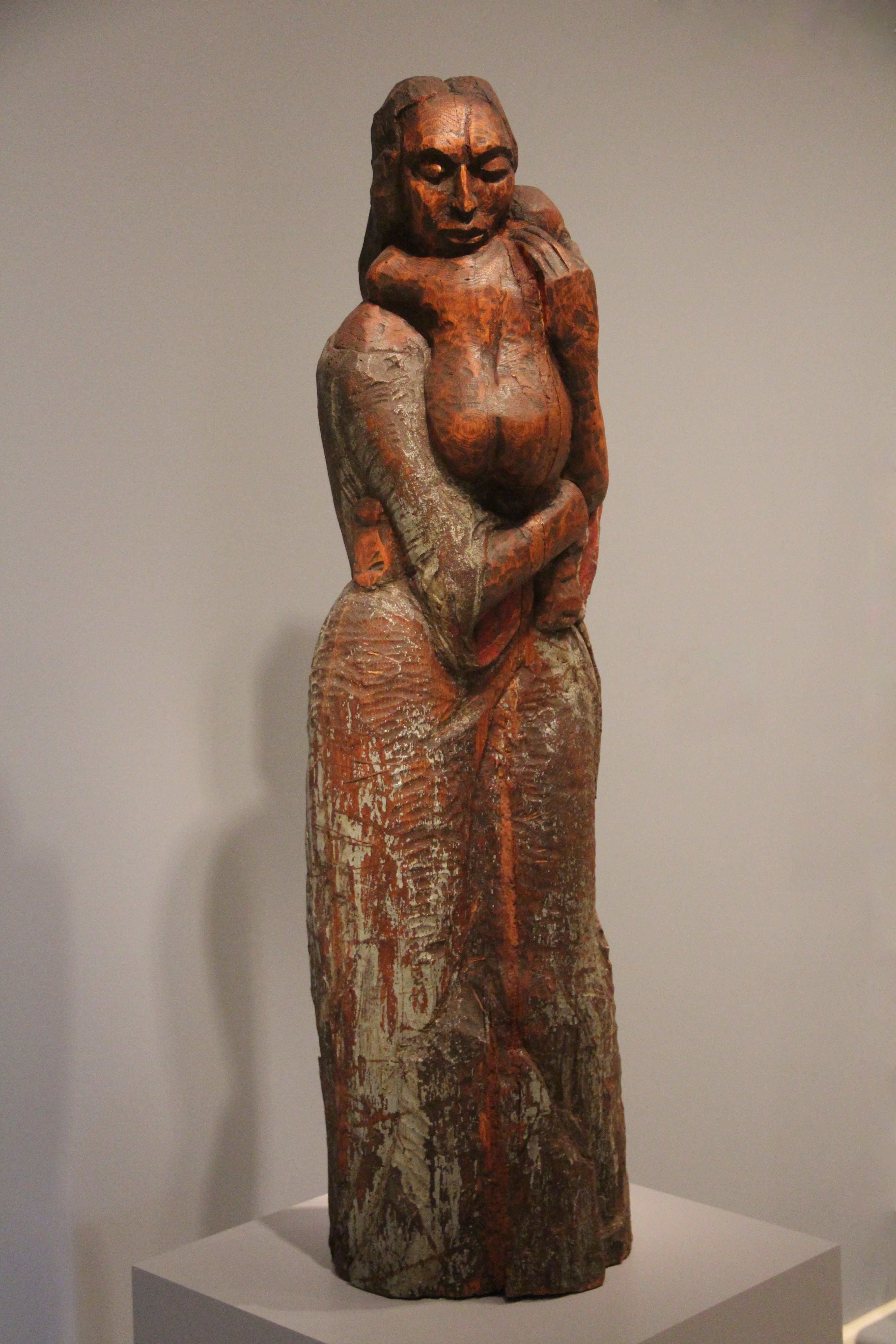
Sans titre (Femme et enfant), 1950
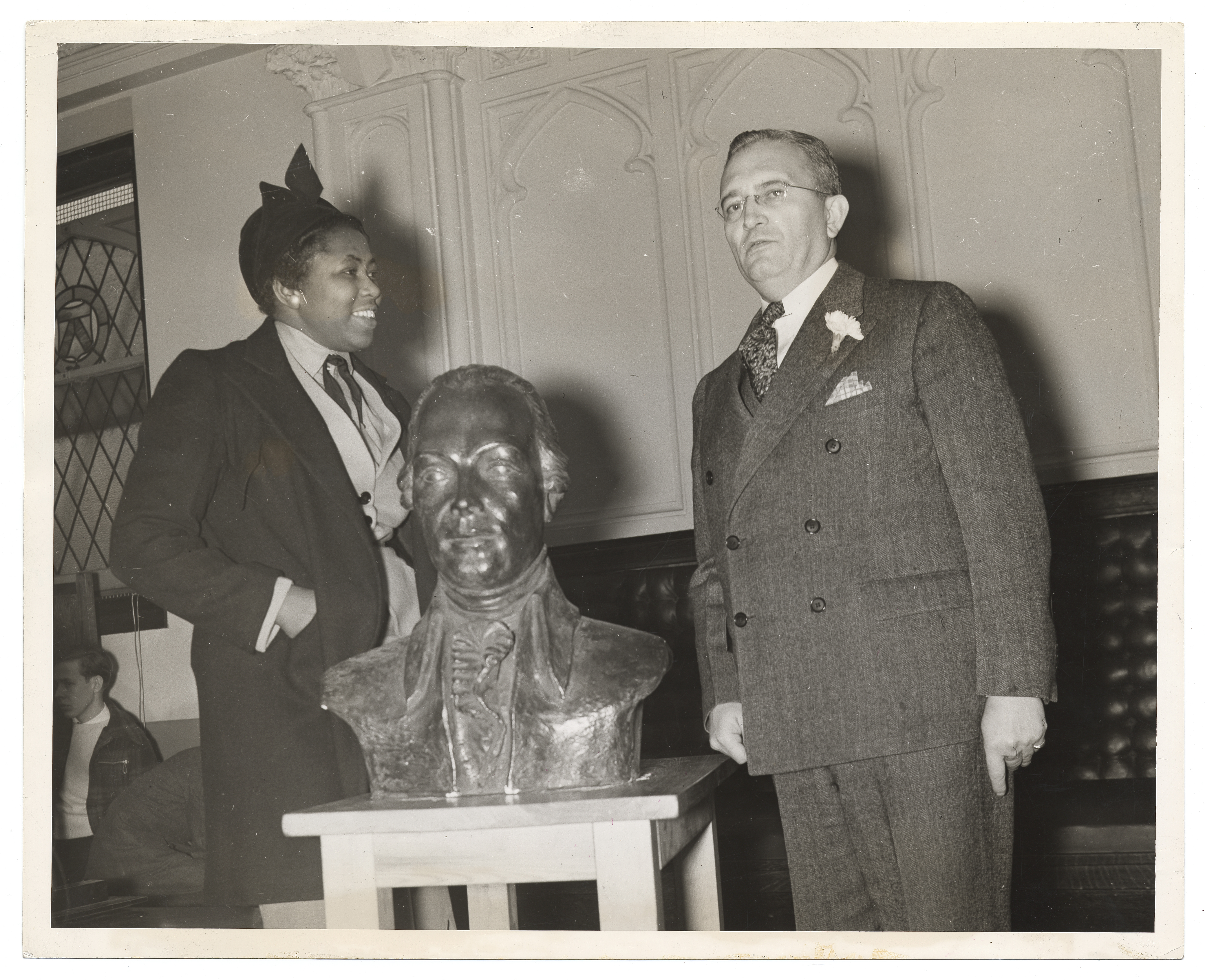
Burke, à gauche, présentant son buste de Samuel Huntington (1938) au directeur de l'école secondaire Samuel Huntington en Jamaïque, Queens
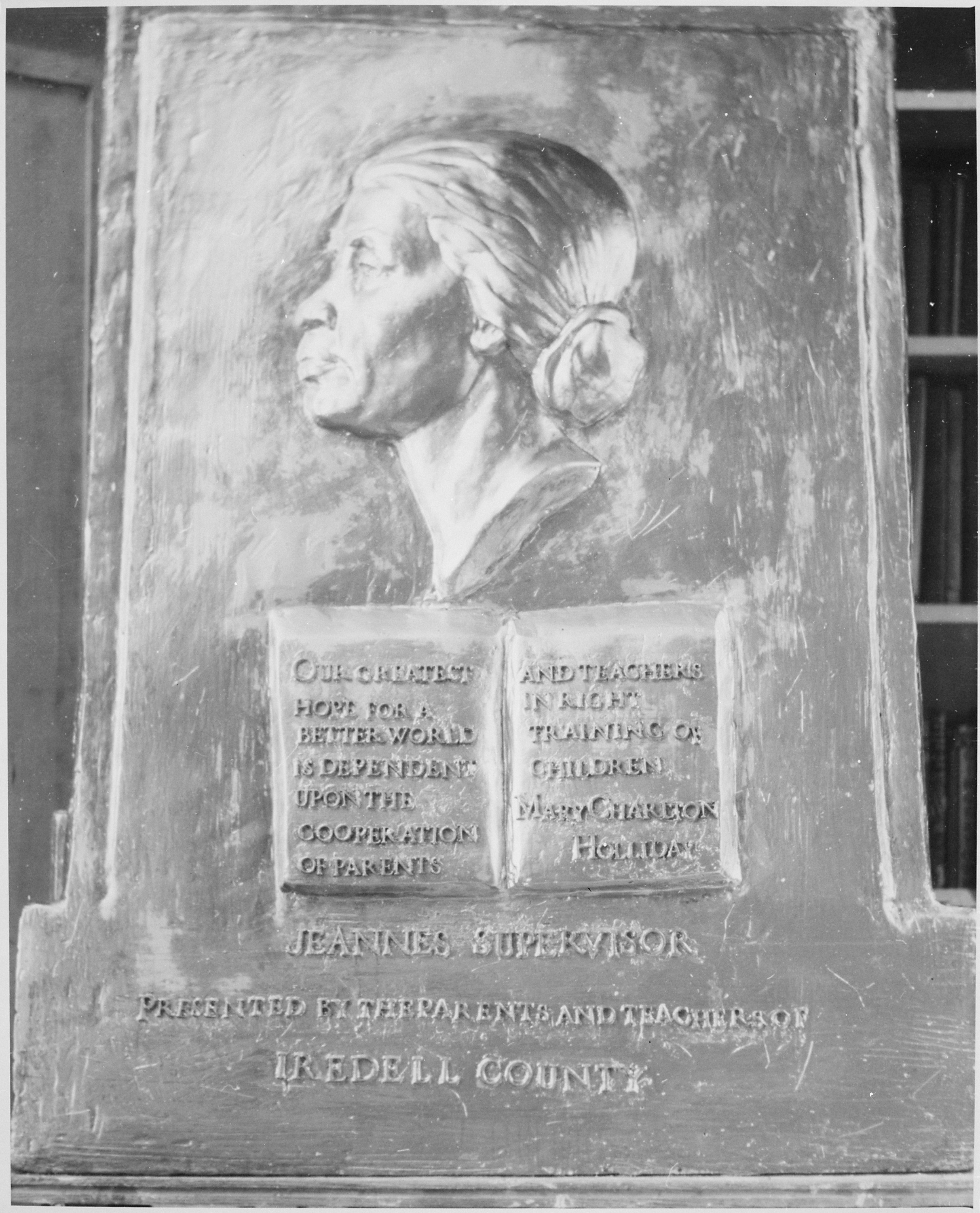
Bas-relief de Mary Charlton Holiday (1945) à la bibliothèque du comté d'Iredell, Caroline du Nord.
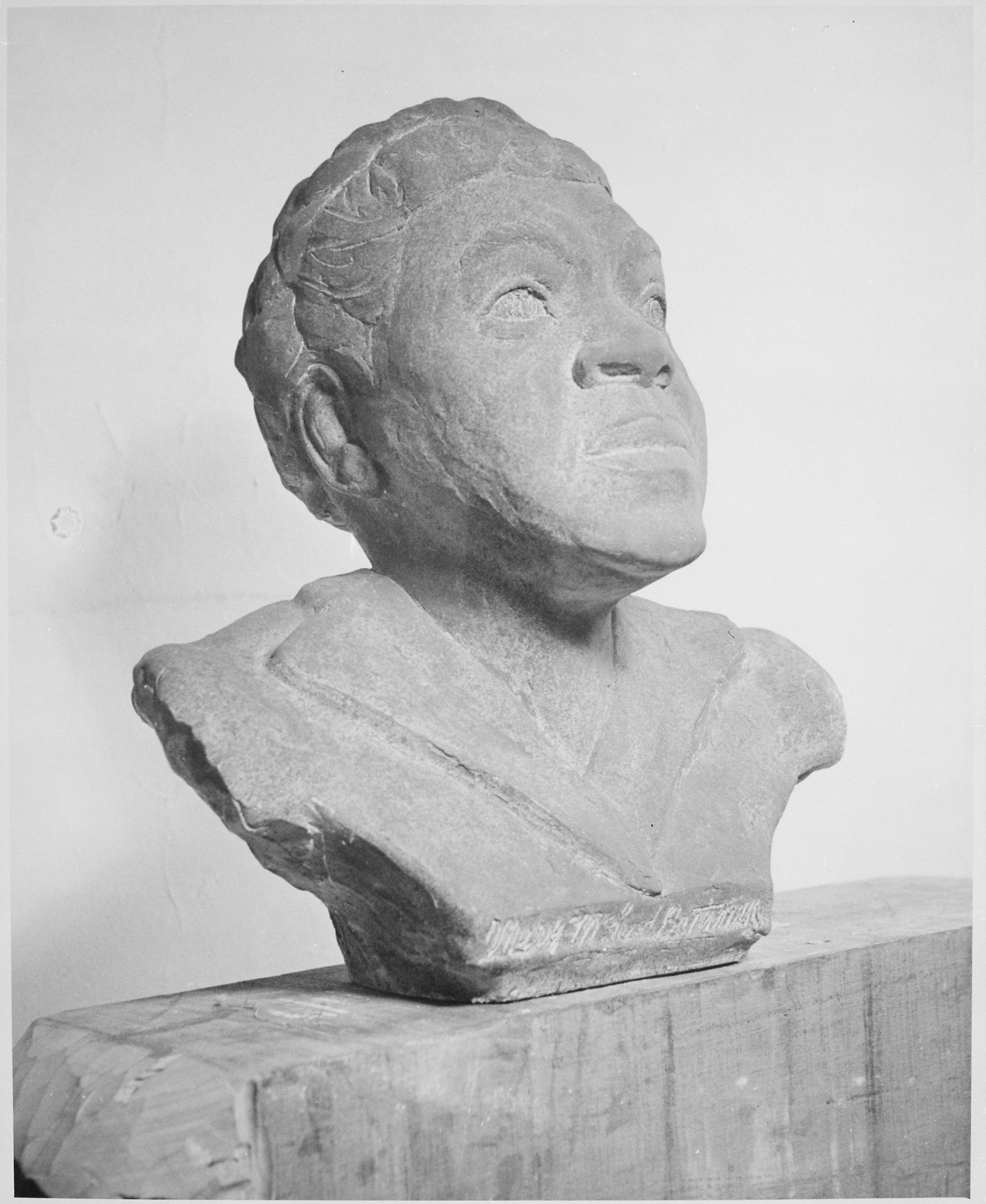
Buste de Mary McLeod Bethune
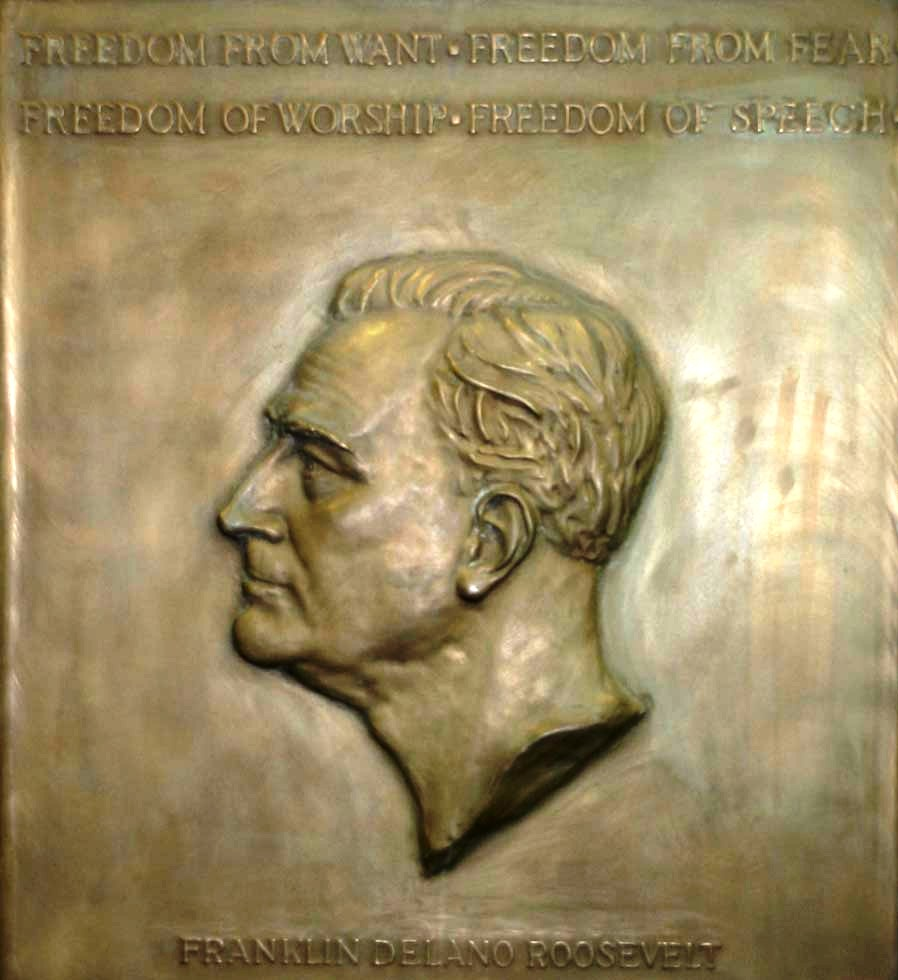
La plaque de Franklin Roosevelt dans le bâtiment Recorder of Deeds à Washington.